# Sõmerpalu
Sõmerpalu (võro: Sõmmõrpalo, niem. Sommerpahlen) – alevik w prowincji Võrumaa w Estonii. Jest ośrodkiem administracyjnym gminy Sõmerpalu. 31 grudnia 2011 zamieszkany przez 332 osoby.
W miejscowości znajduje się stacja kolejowa na linii Valga – Pieczory.

## Dwór
W Sõmerpalu znajduje się dwór. W średniowieczu należał do rodziny von Kursell i był nazywany "twierdzą wasalną". Został zniszczony podczas wojen inflanckich. Obecny główny budynek powstał w latach 60. XIX wieku z inicjatywy rodziny von Möller. Zbudowano go w stylu historystycznym.